# Gadomiec-Chrzczany
Gadomiec-Chrzczany – wieś sołecka w Polsce, w województwie mazowieckim, w powiecie przasnyskim, w gminie Chorzele.
Do 2023 miejscowość była przysiółkiem wsi Krzynowłoga Wielka.
W latach 1975–1998 miejscowość administracyjnie należała do województwa ostrołęckiego.